# Tyrone Allen

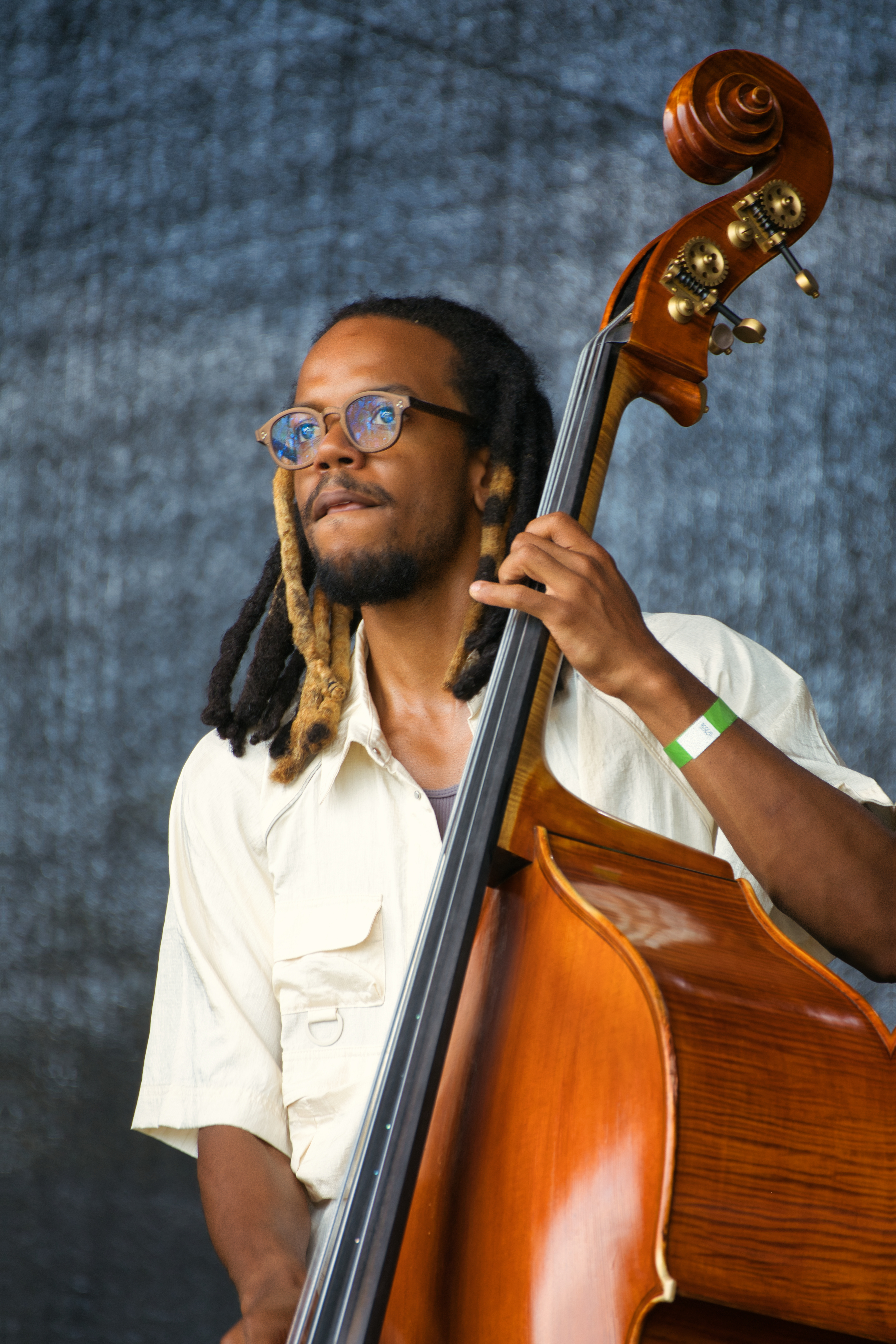
Tyrone Allen auf dem INNtöne Jazzfestival (2022)

Clarence Tyrone Allen II (* 30. Juni 1995) ist ein US-amerikanischer Musiker (Kontrabass, E-Bass, Komposition) des Modern Jazz.

## Leben und Wirken
Allen wuchs in Temple Hills, Maryland auf und begann mit drei Jahren zunächst Blockflöte zu spielen; sein Vater unterrichtet an öffentlichen Schulen in Washington DC. Anfangs hörte er R&B und Rock ’n’ Roll, was ihn dazu verleitete, Gitarre zu lernen. Nachdem er angefangen hatte, Unterricht zu nehmen, machte ihn sein Gitarrenlehrer mit Musik von Carlos Santana und Eric Clapton bekannt. Schließlich fing er an, gelegentlich E-Bass und Kontrabass zu spielen, die sein Vater besaß, und ihn zog es bald mehr in Richtung Bass. In der High School spielte er im Streicherorchester, im Jazzensemble und in seiner örtlichen Kirchengemeinde. Später spielte er auch im Bläserensemble und Djembé im afrikanischen Tanz- und Musikprogramm.
Während seines Studiums an der Eastman School of Music, an der er bei James VanDemark und Jeff Campbell studierte, arbeitete er mit verschiedenen Gruppen in Rochester, New York. 2016 erhielt Allen den Rochester Links-Stipendienpreis; 2017 erwarb er den Bachelor of Music in klassischem Bassspiel sowie Jazzbass. Danach setzte er seine Studien am Berklee College of Music fort, an dem er den Master of Arts erwarb. In Boston spielte er u. a. mit Ralph Peterson, George Garzone und Jerry Bergonzi, später in New York mit Rodney Green, Kyle Benford und David Weiss. Des Weiteren tritt er regelmäßig in Washington DC und Baltimore auf, u. a. in Clubs wie Blues Alley, Twins Jazz Club, Bohemian Caverns und im Kennedy Center. Unter eigenem Namen legte er Ende 2019 das Album The Bond: Chants of the Political Prisoner vor mit Eigenkompositionen; weitere Aufnahmen entstanden bislang mit Luke Norris (Northernsong) und Jennifer Bellor (Stay). 2022 war er mit Kayvon Gordon am Schlagzeug im Trio von Nicole Glover auf Tour. Zu hören ist er auch auf Adam O’Farrills Album For These Streets (2025). Allen lebt in Brooklyn.

## Diskographische Hinweise
- The Bond: Chants of the Political Prisoner (2019) mit Joe Melnicove, Aidan Lombard, Ben Solomon, Matt Stubbs, Lefteris Kordis, Eviatar Slivnik